# Dodecatheon subalpinum
Dodecatheon subalpinum är en viveväxtart som beskrevs av Alice Eastwood. Dodecatheon subalpinum ingår i släktet Dodecatheon och familjen viveväxter. Inga underarter finns listade i Catalogue of Life.